# National cykelrute 9 Helsingør - Gedser
National cykelrute 9 Helsingør - Gedser (N9) er en af Danmarks nationale cykelruter. Den 290 km lange cykelrute har fra København ned til Gedser det meste af vejen sammenfald med den danske del af cykelruten Bikeway Berlin-Kopenhagen. Vil man følge denne, kan man fra Gedser sejle med færgen til Rostock og derfra fortsætte videre sydpå mod den tyske hovedstad.
National cykelrute 9 løber det meste af vejen inden for få kilometers afstand af kysten og ofte helt tæt ved vandet. Fra Helsingør følger N9 Sjællands østkyst og passerer blandt andet Stevns Klint ved Højerup og Koldkrigsmuseum Stevnsfort, inden man når ned til den lille by Kalvehave ved Stege Bugt. Herefter krydser man over Dronning Alexandrines Bro til Møn. Vil man heller ikke gå glip af en af Danmarks største naturseværdigheder, Møns Klint, kan man eventuelt lave en ekstra sløjfe på N9 ved at følge Østersøruten derud. N9 fortsætter dog officielt til Bogø. Herfra skal man med den lille færge til Stubbekøbing. På Falster føler ruten først østkysten tæt gennem skove, hvorefter den krydser over øen til Nykøbing Falster. På vej ud af byen kører man igen blot et stenkast fra havet, og ruten bliver det sidste stykke ned mod Gedser på vestsiden af odden.